# Міланський діалект
Міланський діалект (самоназва в традиційних ортографічних Milanes, Meneghin) є центральним різноманітним західним діалектом ломбардійської мови в Мілані, його столичному місті, і північній частині провінції Павія. Міланський діалект, через важливість Мілана, найбільшого міста в Ломбардії, вважається одним із найпрестижніших варіантів ломбардів та найпрестижнішим у районі Західної Ломбардії. 
В італійськомовному контексті міланський діалект часто (як і більшість нестандартних італійських сортів, що розмовляють в Італії) називають "діалектом" італійської мови. Однак у лінгвістичному плані ломбардська мова є західно-романською мовою і тісніше пов’язана з французькою, ретороманською, окситанською та іншими галло-італійськими мовами.
Міланський діалект має велику літературу, яка сягає ще 13 століття і включає твори таких важливих письменників, як Бонвесін да ла Ріва (середина 13 століття-1313), Карло Марія Маггі (1630-1699) Карло Порта (1775-1821). Окрім великого літературного корпусу, на цій мові доступні різні словники, кілька граматичних книг та нещодавній переклад Євангелій. 

## Поширення
Міланський діалект, як прийнято визначати сьогодні, по суті зосереджений навколо Мілана та його столичного міста, досягаючи найпівнічнішої частини провінції Павія. Піддіалекти міланської - також відомі як dialètt arios - розмовляють у західній частині провінції ( Кастано Примо, Турбіго, Аббіатеграссо, Пурпуровий ), східній частині ( Горгондзола, Кассіна де Пеккі, Чернуско суль Навіліо, Сеграте, Беллінцаго ), частини на північ від Naviglio Martesana ( Carugate, Кассано d'Адда, Inzago, Gessate ), деяких районах, де діалект стає перехідним (між Саронно і Rho ), південні частини ( Бинаско і Меленьяно ), а також в північних районах провінція Павія (на північ від лінії між Берегуардо та Ландріано, яка включає такі місця, як Трово та Касорате Примо ).
Історично до кінця 19 століття "міланський" також використовувався для визначення діалектів, на яких розмовляли в Бріанці та в районах Варезе ( Варезотт ) та Лекко ( Лекчес ); рідше він також використовувався для охоплення всієї західно-ломбардської діалектної області, яка мала на міланському найпрестижніший різновид.

## Ортографія
Оскільки міланська, як і ломбардська мова в цілому, ніде не є офіційно визнаною мовою, існувало багато різних ортографічних конвенцій, включаючи пан-ломбардські пропозиції (як ортографія ломбардського скрипта), та конвенції, обмежені західним ломбардським ( Єдиний острів) Правопис ). Стандарт де - факто для млинців, однак, літературна класичні міланці ортографії (Ortografia Milanesa Classega).
Класична міланська ортографія є найдавнішою ортографічною конвенцією, яка досі використовується, і вона використовується всіма письменниками міланської літератури, найвідоміше Карло Портою. Тріграф ⟨oeu⟩ (іноді пишеться ⟨œu⟩ який використовується для позначення /ø / фонема, вважається найбільш характерною рисою цього стандарту. Починаючи з другої половини 20 століття, як наслідок італіазації Ломбардії, коли ломбардська мова перестала бути головною мовою щоденного вжитку в Мілані, класична ортографія була оскаржена і втратила свої позиції, оскільки носії італійської мови часто вважають її неінтуїтивною. Класична міланська ортографія, яка часто відображає етимологію, насправді має багато слів, що дуже нагадують їхні італійські споріднені, але вимова часто буває різною, одним з найяскравіших прикладів є ортографічні подвоєні приголосні, що представляють гемінати в італійській мові, але короткий попередній голосний (якщо наголошений склад) в міланців: порівняти італійське ⟨caro⟩ /ˈkaro/ (дорогий) і ⟨carro⟩ /ˈkarro/ (кошик) з міланським ⟨car⟩ /ˈkaːr/ і ⟨carr⟩ /ˈkar/

## Приклад
Англійська:
Our Father, Who art in heaven, Hallowed be Thy Name; Thy Kingdom come, Thy will be done, on earth as it is in heaven. Give us this day our daily bread, and forgive us our trespasses, as we forgive those who trespass against us; and lead us not into temptation, but deliver us from evil.
Українська:
Отче наш, що єш на небі, святись Ім'я Твоє; Прийди Царство Твоє, буде воля Твоя, як на землі, так і на небі. Дай нам сьогодні наш насущний хліб і прости нам провини наші, як і ми прощаємо тим, хто провинився проти нас; і не введи нас у спокусу, але врятуй від зла.

Міланський діалект:
Pader nòster, che te seet in ciel che 'l sia faa sant el tò nòmm che 'l vegna el tò regn, che 'l sia faa 'l tò vorè, come in ciel, inscì anca in su la terra. Dann incoeu el nòster pan de tucc i dì, e perdonon i nòster peccaa, inscì come anca num ghe perdonom a quij che n'hann faa on tòrt. E menon minga in de la tentazion, ma liberon del maa, e che 'l sia inscì.

Італійська:
Padre nostro che sei nei cieli, sia santificato il tuo Nome, venga il tuo Regno, sia fatta la tua Volontà come in cielo così in terra. Dacci oggi il nostro pane quotidiano, e rimetti a noi i nostri debiti come noi li rimettiamo ai nostri debitori, e non ci indurre in tentazione, ma liberaci dal Male. Così sia/Amen.

Латинська:
Pater noster qui es in caelis / sanctificetur nomen tuum / adveniat regnum tuum / fiat voluntas tua sicut in caelo et in terra / panem nostrum cotidianum da nobis hodie / et dimitte nobis debita nostra sicut et nos dimittimus debitoribus nostris / et ne nos inducas in tentationem sed libera nos a malo. Amen.

## Див.також
- Західно-ломбардська мова